# Wiehle-Reston East
Wiehle-Reston East è una stazione della metropolitana di Washington, capolinea occidentale della linea argento. Si trova a Reston, in Virginia, sulla Virginia State Route 267.
È stata inaugurata il 26 luglio 2014, contestualmente all'apertura della linea argento.
La stazione è dotata di un parcheggio da 2300 posti ed è servita dal Fairfax Connector e dal Loudoun County Commuter Bus. È inoltre il punto di partenza del Washington Flyer, una navetta che porta all'aeroporto Dulles.